# Vsevolozjsk

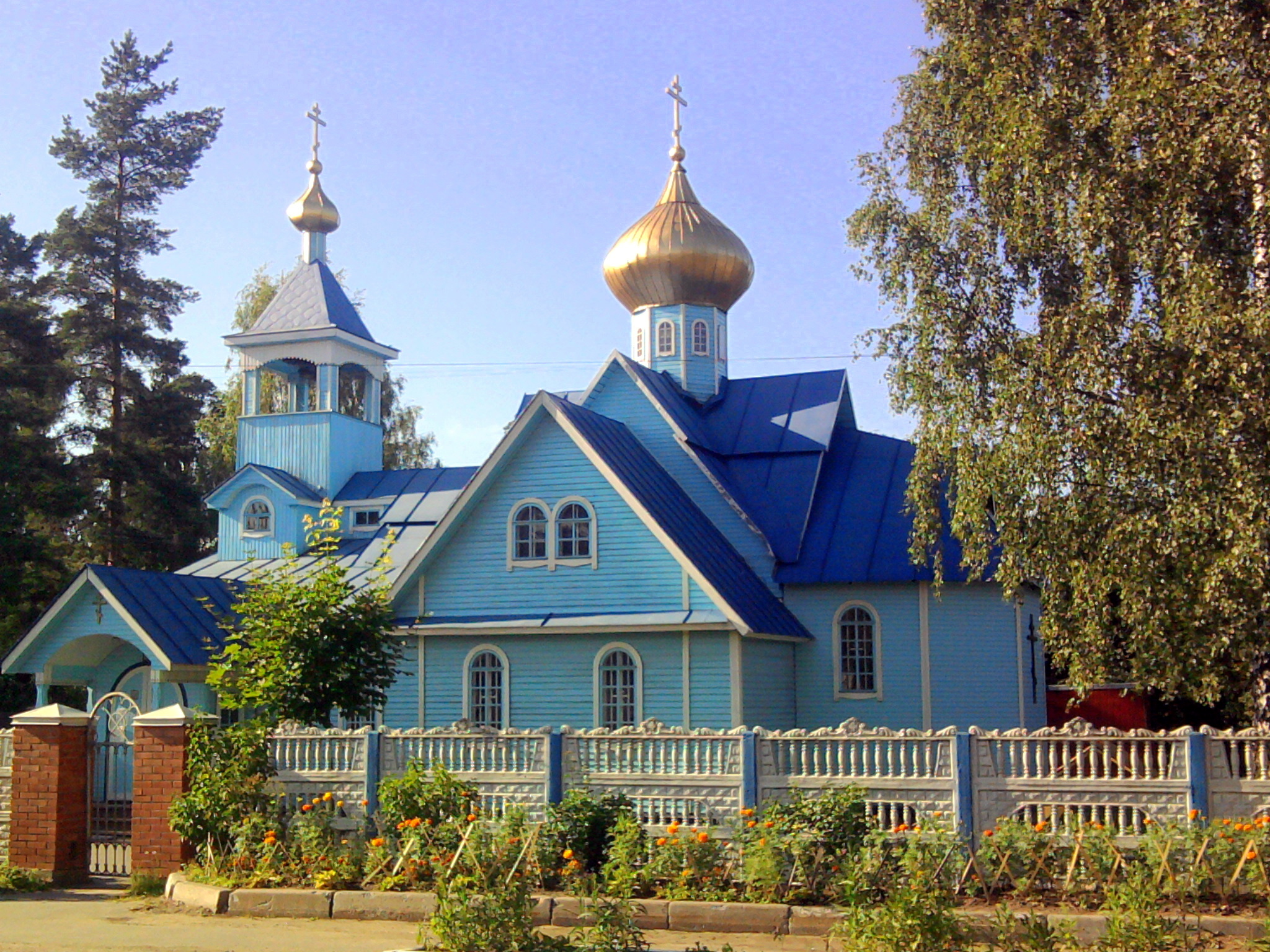
Ortodox kyrka i Vsevolozjsk.

Vsevolozjsk (ryska: Все́воложск; finska: Seuloskoi eller Rääpyvä) är en stad i Leningrad oblast i Ryssland. Folkmängden uppgick till 66 245 invånare i början av 2015.

## Berömda invånare
Belousov, Vladimir Pavlovich (född 1946) — idrottare, olympisk mästare.
Vladimir Vladimirovich Bortko (född 1946) är en sovjetisk och rysk filmregissör, manusförfattare, producent.
Vashukov, Mikhail Yuryevich (född 1958) är en konstnär, en kopplingsspelare, en humorist.
Vocka, Gergard Yakovlevich (1887-1988) - lokalhistoriker, riddare av Lenins ordning (1953), den första Hedersmedborgaren i Vsevolozhsk (1988), en av gatorna i staden heter till hans ära.
Denisov, Anatoly Alekseevich (1934-2010) - sovjetisk och rysk forskare, politiker.
Dobrovolsky, Yuri Antonovich (1911-1979) - testpilot, Sovjetunionens hjälte.
Drachev, Vladimir Petrovich (född 1966)-Världscupvinnare och 4-timmars världsmästare i skidskytte.
Svetlana Sergeevna Zhurova (född 1972) är en olympisk mästare, en ställföreträdare för statsduman.
Slepukhin, Yuri Grigoryevich (1926-1998) - författare.
Boris Pavlovich Listov (född 1969) är en rysk ekonom, ordförande i styrelsen för JSC Rosselkhoznadzor.